# قندساويات
قندساويات (الاسم العلمي: Castorinae) هي أسرة من الحيوانات تتبع فصيلة القندسية من رتبة القوارض.

## قبائل
- قندساوية

## أجناس
- قندس